# Mierbach (Fluss)
Der Mierbach ist ein etwa 13 km langer Fluss im Oberpfälzer Wald und Böhmerwald.
Sein ausgedehntes Quellgebiet befindet sich auf der Südostflanke des Stückberges und in den Feuchtwiesen nördlich von Schönsee.
Er fließt von Süden nach Norden.
Östlich von Eslarn überquert er die deutsch-tschechische Grenze und mündet in Tschechien nördlich von Železná in den Nivní potok (deutsch: Natschbach).

## Name
Von den Quellen bis nach Lindau wird der Bach Mierbach genannt.
Ab Lindau wird er sowohl als Mierbach als auch als Fahrbach bezeichnet.
Je weiter er nach Norden fließt, desto mehr überwiegt die Bezeichnung Fahrbach.
Nach seinem Grenzübertritt trägt er in Tschechien den tschechischen Namen Farský potok.
Die deutsche Bevölkerung, die bis 1946 in diesem Gebiet lebte, nannte das Gewässer Ketschbach.

## Geographie

### Verlauf
Der längste Quellbach des Mierbaches entspringt auf etwa 750 m ü. NHN in den Hahnenhängen am Südosthang des Stückberges.
Dieser fließt nach Südosten den Berg hinab durch die Holzwiese südlich am Gruberberg vorbei und unter der Staatsstraße St 2154 hindurch zur Talmulde Lange Wiese nördlich von Schönsee.
Der zweitlängste entspringt im Vogelherd auf etwa 716 m ü. NHN und fließt ebenfalls nach Südosten durch die Troidlwiese, wo er weitere Quellabflüsse aufnimmt, um dann auf Ostlauf den Vereinigungspunkt mit dem vorgenannten auf etwa 629 m ü. NHN zu erreichen.
Mehrere Quellen schütten auch am Rande des Talbodens der Langen Wiese auf 650–640 m ü. NHN und speisen ebenfalls den Mierbach.
Der vereinte Mierbach fließt ab der Langen Wiese durchweg ungefähr nach Norden. Schon bald nach ihr verengt sich das bisherige Trog- zu einem Kerbtal und Wald rückt von beiden Seiten an den Bach heran. Danach durchfließt er das Schönseer Streusiedlungsdorf Lindau, dessen Siedlungsgruppen überwiegend auf dem linken Unterhang liegen.
Der nun auch Fahrbach genannte Bach erreicht wieder den Wald und ist nun über einen Kilometer lang Grenze zwischen der Stadt Schönsee im Landkreis Schwandorf am rechten Ufer und dem Markt Eslarn im Landkreis Neustadt an der Waldnaab. Dabei mündet zuletzt bei der Polstermühle des Schönseer Weilers Polster, vom Nordwesthang der Gradlhöhe kommend, der Polsterbach von rechts zu. Nach dem Wechsel auf das Gebiet von Eslarn mündet etwa 6,5 km bachabwärts von der höchsten Quelle der zweite große Zufluss Schwarzabach östlich des auf der Höhe über dem bewaldeten Talhang liegenden Streusiedlungsdorfes Kreuth von Eslarn von Südwesten her.
Der Talgrund ist nun wieder etwas weiter und abwechselnd offen und bewaldet, bis hinab zur tschechischen Grenze, die der Bach wenig unter 512 m ü. NHN östlich von Eslarn selbst an einem kleineren linken Zufluss erreicht, nach welchem er einen kurzen Schlenker nach Osten beginnt.
Nach dem Übertritt nach Tschechien etwa 0,7 km südlich des Grenzübergangs Tillyschanz wird der Bach nun tschechisch Farský potok genannt, die ehemalige deutsche Bevölkerung nannte ihn hier Ketschbach. Bei Železná, 0,5 km nach der Grenze wird dieser zum 8 ha großen Železný rybnik aufgestaut. Nachdem er diesen nordwärts verlassen hat, unterquert er in Železná die Straße II. Klasse Nr. 197 von der Tillyschanz her und wendet sich auf seinen letzten etwa drei Kilometern langsam in völlig siedlungsloser Landschaft nach Nordnordwesten
2,5 km nordwestlich des Hauptsiedlungsteils von Železná mündet er dann auf etwa 495 m n.m. in den hier westwärts fließenden Nivní potok, der nach dem baldigen Übertritt nach Bayern unter dem deutschen Namen Natschbach ein hoher Zufluss des Gewässer-Hauptstrangs der Pfreimd ist.

### Einzugsgebiet
Das Einzugsgebiet des Mierbachs ist insgesamt etwa 13 km² groß, davon liegen etwa 9 km² in Bayern und der im Osten und Nordosten gelegene Rest in Tschechien. Seine Kontur ist die eines sich etwas über 10 km weit vom Nordrand Schönsees bis zur Mündung erstreckenden Schlauchs nicht sehr stark schwankender Breite. Die beiden mit jeweils um 810 m ü. NHN höchsten Punkte liegen links und rechts des Oberlaufs auf dem Gipfel des Stückbergs bzw. auf dem Sattel zwischen den zwei Gipfeln des Eulenbergs
Es grenzen reihum die folgenden Einzugsgebiete an:
- im Nordosten und Osten von nah der Mündung bis zum Eulenberg das des Železný potok, des nächstoberen rechten Zuflusses zum Nivní potok
- im Südosten und Süden das der den Ort Schönsee durchfließenden Ascha, die zur Schwarzach entwässert.
- im Südwesten auf einem nur kurzen Stück bis zum Stückberg das der Murach, die ebenfalls die Schwarzach speist.
- im Westen und Westnordwesten das des Loisbachs, eines Pfreimd-Zuflusses und
- im Nordwesten wird ein mooriges Nachbargebiet über Entwässerungsgräben ebenfalls in Richtung Pfreimd entwässert.

Alle genannten Bäche und Flüsse führen ihr Wasser letztlich zur Naab.

### Zuflüsse
Von der Quelle zur Mündung. Auf seinem ganzen Lauf nimmt der Mierbach zahlreiche unbenannte Bäche besonders von links und Osten auf, hier sind deshalb nur zwei Zuflüsse mit festgestelltem Namen aufgeführt.
- Polsterbach, von rechts und Südosten auf etwa 542 m ü. NHN[1] bei der Polstermühle von Schönsee-Polster, ca. 1,3 km[7] und ca. 1,9 km².[7] Entsteht am Nordwesthang der Gradlhöhe auf etwa 633 m ü. NHN.[1]
- Schwarzabach, von links und Südwesten auf etwa 523 m ü. NHN[1] östlich von Eslarn-Kreuth, 2,1 km[2] und 1,4 km²[2] (Einzugsgebiet ab Abzweig). Entsteht auf etwa 564 m ü. NHN[1] am Nordostfuß des Stückbergs als rechter Abzweig des Lindauer Bachs, der selbst ebenfalls indirekt (über den Loisbach), aber sehr viel weiter abwärts als der Mierbach in die Pfreimd entwässert.

## Naturschutz
Das Tal des Mierbaches besonders in der Nähe der tschechischen Grenze ist als FFH-Gebiet und Natura 2000 Gebiet mit der Gebiets-Nummer 6441-301 und dem Namen Fahrbachtal ausgewiesen.
Die in diesem Gebiet vertretenen Lebensraumtypen sind: Flüsse der planaren bis montanen Stufe mit Vegetation der Fluthahnenfuß-Gewässer und der Callitricho-Batrachion, artenreiche montane Borstgrasrasen auf Silikatböden, feuchte Hochstaudenfluren, magere Flachland-Mähwiesen, Übergangs- und Schwingrasenmoore, kalkreiche Niedermoore, Waldmeister-Buchenwald, Auenwälder mit Schwarz-Erle und Gemeiner Esche.
Es kommen hier vor: Europäischer Biber, Eurasischer Luchs, Dunkler Wiesenknopf-Ameisenbläuling, Schlammpeitzger, Bechsteinfledermaus.